# Jinju
Jinju (kor. 진주시) – miasto w południowej części Korei Południowej, w prowincji Gyeongsang Południowy, na nizinie nadmorskiej. Około 339,9 tys. mieszkańców.

## Miasta partnerskie
- Stany Zjednoczone: Eugene (1961)
- Japonia: Kitami (1985)
- Kanada: Winnipeg (1992)
- Korea Południowa: Suncheon (1998)
- Japonia: Kioto, Matsue (1999)
- Chińska Republika Ludowa: Zhengzhou (2000)
- Korea Południowa: Asan, Andong (2004)
- Korea Południowa: Gangnam-gu (2005)
- Rosja: Omsk (2007)